# 3 Dywizja Polowa Luftwaffe
3 Dywizja Polowa Luftwaffe (niem. 3 Luftwaffe Feld Division) – utworzona na terenie Niemiec latem 1942 r.
Pod koniec 1942 dywizja dołączyła do Grupy Armii Środek. Od października 1943 r. walczyła  pod Newlem i od listopada tego roku do stycznia następnego o Witebsk. W listopadzie 1943 roku została przemianowana (jak wszystkie dywizje polowe Luftwaffe) na 3 Feld Division (L) i przydzielona do wojsk lądowych. W 1944 r. dywizję rozwiązano, jej pododdziały włączono do 4. i 6 Dywizji Polowej Luftwaffe.

## Skład bojowy dywizji (1942)
- I-IV bataliony strzelców polowych
- 3 polowy batalion artylerii Luftwaffe
- 3 polowa kompania fizylierów Luftwaffe
- 3 polowy batalion niszczycieli czołgów Luftwaffe
- 3 polowa kompania inżynieryjny Luftwaffe
- 3 polowy batalion przeciwlotniczy Luftwaffe
- 3 polowa kompania łączności Luftwaffe
- 3 polowe dywizyjne oddziały zaopatrzeniowe Luftwaffe

W 1944 z batalionów strzelców utworzono 5. i 6 pułki strzelców (L)

## Dowódca dywizji
- Generalleutnant Robert Pistorius, poległ 27 czerwca 1944 w Witebsku